# Natalja Morskova
Natalja Gennadjevna Morskova (ryska: Наталья Геннадьевна Морскова), född den 17 januari 1966 i Rostov-na-Donu, är en rysk-spansk tidigare handbollsspelare (vänsternia).
Inledningsvis tävlade Morskova för Sovjetunionen men blev sedan spansk medborgare och spelade 49 landskamper för Spaniens landslag mellan 1998 och 2002. Hennes 396 mål för Spanien ger ett snitt på åtta mål per match.
Hennes främsta landslagsmeriter är två OS-brons, 1988 i Seoul och 1992 i Barcelona, samt två VM-guld, 1986 och 1990.

## Klubbar
- GK Rostselmasj Rostov (1983–1991)
- BM Sagunto (1991–2005)